# Železniška postaja Volčja Draga
Železniška postaja Volčja Draga je ena izmed železniških postaj v Sloveniji, ki oskrbuje naselje Volčja Draga.